# Bellicourt
Ne doit pas être confondu avec Belcourt, Bellecour ou Bellecourt.
Bellicourt est une commune française située dans le département de l'Aisne en région Hauts-de-France.

## Géographie

### Situation
Bellicourt se trouve sur l'ex-RN 44 (actuelle RD 1044), entre Cambrai et Saint-Quentin et au-dessus du principal tunnel du canal de Saint-Quentin.
Le hameau de Riqueval, situé au sud du bourg, marque l'une des entrées du tunnel, l'autre étant à Vendhuile. Les péniches transitant entre l'Escaut et la région parisienne sont tractées par un toueur qui est le dernier de France, et pour lequel les Voies navigables de France (VNF) ont obtenu le renouvellement de la concession d'exploitation pour 15 ans encore[Quand ?].

### Communes limitrophes
|                    | Bony        | Gouy   |
| Hargicourt (Aisne) | Bellicourt  | Nauroy |
| Villeret (Aisne)   | Bellenglise |        |

### Hydrographie

#### Réseau hydrographique
La commune est située dans le bassin Artois-Picardie. Elle est drainée par le canal de St-Quentin bief de partage de l'écluse 18 Lesdins à l'écluse 17 Bosquet.
Le canal de Saint-Quentin, long de 92,5 km, assure la jonction entre l'Oise, la Somme et l'Escaut et met en relation le Bassin parisien, le Nord de la France et la Belgique. La commune est traversée par le bief de partage.

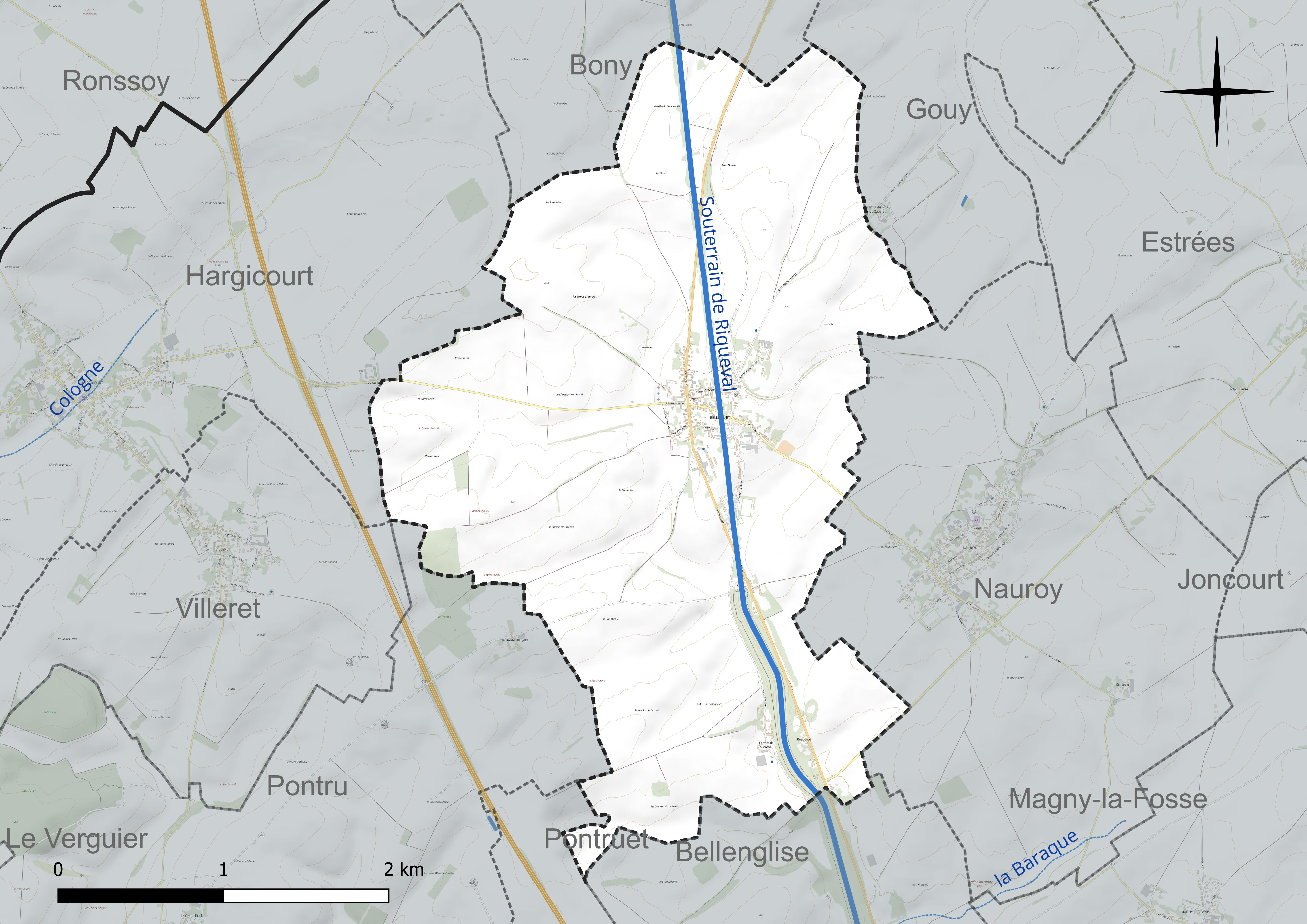
Réseau hydrographique de Bellicourt.

#### Gestion et qualité des eaux
Le territoire communal est couvert par le schéma d'aménagement et de gestion des eaux (SAGE) « Haute Somme ». Ce document de planification concerne un territoire de 1 798 km2 de superficie, délimité par le bassin versant de la Haute Somme est constitué d'un réseau hydrographique complexe de cours d'eau, de marais, d'étangs et de canaux. Le périmètre a été arrêté le 21 avril 2006 et le SAGE proprement dit a été approuvé le 15 juin 2017. La structure porteuse de l'élaboration et de la mise en œuvre est le syndicat mixte d'aménagement hydraulique du bassin versant de la Somme (AMEVA).
La qualité des cours d'eau peut être consultée sur un site dédié géré par les agences de l'eau et l'Agence française pour la biodiversité.

### Climat
Pour des articles plus généraux, voir Climat des Hauts-de-France et Climat de l'Aisne.
En 2010, le climat de la commune est de type climat océanique dégradé des plaines du Centre et du Nord, selon une étude du CNRS s'appuyant sur une série de données couvrant la période 1971-2000. En 2020, Météo-France publie une typologie des climats de la France métropolitaine dans laquelle la commune est exposée à un climat océanique et est dans la région climatique Nord-est du bassin Parisien, caractérisée par un ensoleillement médiocre, une pluviométrie moyenne régulièrement répartie au cours de l'année et un hiver froid (3 °C).
Pour la période 1971-2000, la température annuelle moyenne est de 9,8 °C, avec  une amplitude thermique annuelle de 15 °C. Le cumul annuel moyen de précipitations est de 739 mm, avec 11,6 jours de précipitations en janvier et 9,3 jours en juillet. Pour la période 1991-2020 la température moyenne annuelle observée sur la station météorologique la plus proche, située sur la commune d'Épehy à 9 km à vol d'oiseau, est de 10,6 °C et le cumul annuel moyen de précipitations est de 752,8 mm,. Pour l'avenir, les paramètres climatiques de la commune estimés pour 2050 selon différents scénarios d'émission de gaz à effet de serre sont consultables sur un site dédié publié par Météo-France en novembre 2022.

## Urbanisme

### Typologie
Au 1er janvier 2024, Bellicourt est catégorisée bourg rural, selon la nouvelle grille communale de densité à 7 niveaux définie par l'Insee en 2022.
Elle est située hors unité urbaine. Par ailleurs la commune fait partie de l'aire d'attraction de Saint-Quentin, dont elle est une commune de la couronne,. Cette aire, qui regroupe 120 communes, est catégorisée dans les aires de 50 000 à moins de 200 000 habitants,.

### Occupation des sols
L'occupation des sols de la commune, telle qu'elle ressort de la base de données européenne d'occupation biophysique des sols Corine Land Cover (CLC), est marquée par l'importance des territoires agricoles (96,2 % en 2018), en augmentation par rapport à 1990 (91,7 %). La répartition détaillée en 2018 est la suivante : 
terres arables (96,2 %), forêts (3,8 %).
L'évolution de l'occupation des sols de la commune et de ses infrastructures peut être observée sur les différentes représentations cartographiques du territoire : la carte de Cassini (XVIIIe siècle), la carte d'état-major (1820-1866) et les cartes ou photos aériennes de l'IGN pour la période actuelle (1950 à aujourd'hui).

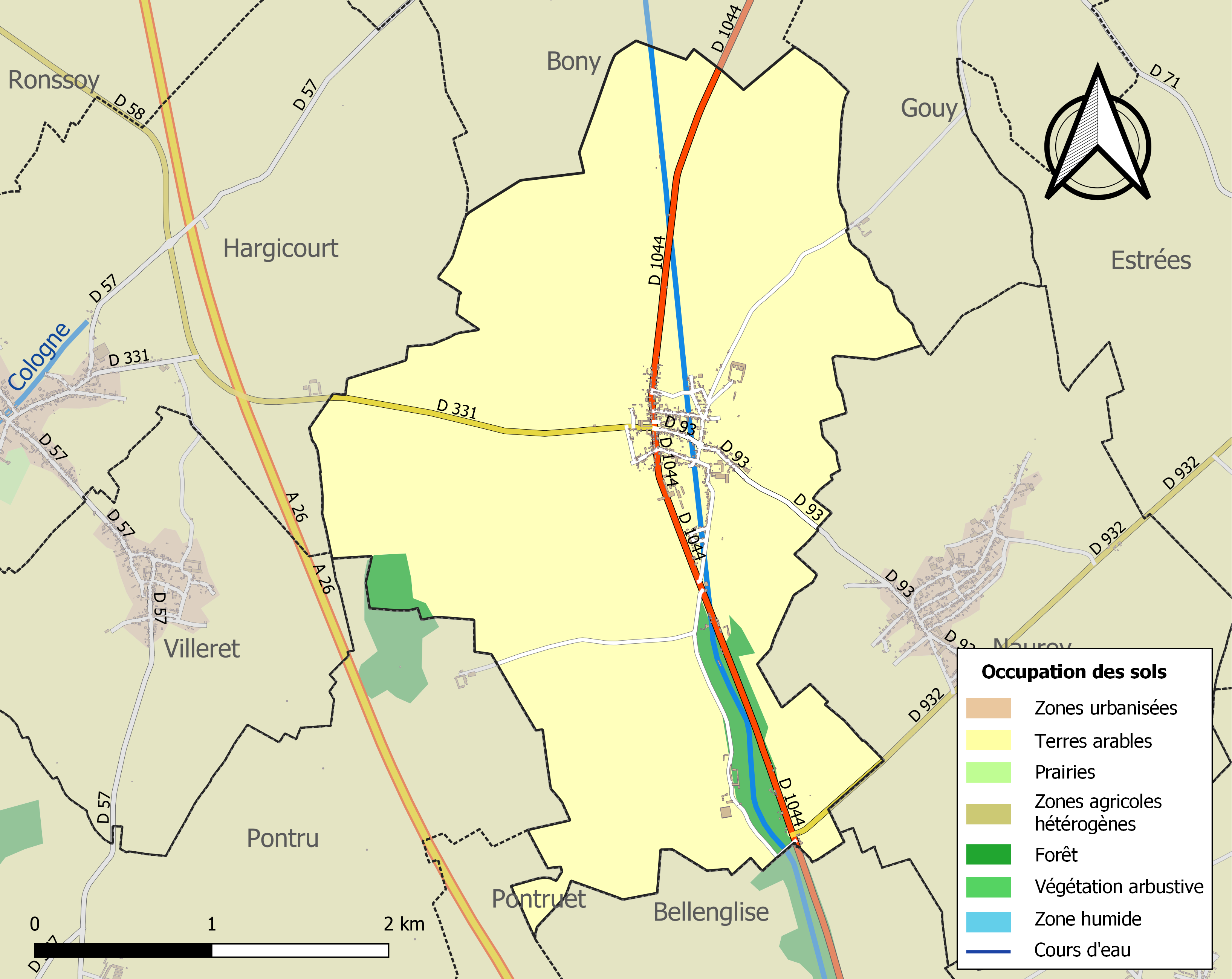
Carte des infrastructures et de l'occupation des sols de la commune en 2018 (CLC).

## Politique et administration

### Découpage territorial
La commune de Bellicourt est membre de la communauté de communes du Pays du Vermandois, un établissement public de coopération intercommunale (EPCI) à fiscalité propre créé le 31 décembre 1993 dont le siège est à Bellicourt. Ce dernier est par ailleurs membre d'autres groupements intercommunaux.
Sur le plan administratif, elle est rattachée à l'arrondissement de Saint-Quentin, au département de l'Aisne et à la région Hauts-de-France. Sur le plan électoral, elle dépend du canton de Bohain-en-Vermandois pour l'élection des conseillers départementaux, depuis le redécoupage cantonal de 2014 entré en vigueur en 2015, et de la deuxième circonscription de l'Aisne  pour les élections législatives, depuis le dernier découpage électoral de 2010.

### Administration municipale
| Période                                  | Période                   | Identité       | Étiquette        | Qualité |
| ---------------------------------------- | ------------------------- | -------------- | ---------------- | --- |
| Les données manquantes sont à compléter. |                           |                |                  | |
| Maire en 1945                            | ?                         | M. De Ruyck    | SFIO             | Cultivateur |
| maire en 1968                            | mars 1983                 | Guy Blériot    | CDP puis UDF-CDS | Conseiller général (1973-2001) |
| mars 1983                                | En cours (au 23 mai 2020) | Marcel Leclère | DVD              | Retraité Fonction publique Président de la CDC du Vermandois (2008-2014) Suppléant du député Charles Baur (1988-1993) Réélu pour le mandat 2020-2026, |

## Toponymie
Le nom du village apparaît pour la première fois en 1228 sous le nom de Belleincourt dans un cartulaire de l'abbaye du Mont-Saint-Martin ; puis Bérincourt en 1264, Belycourt en 1565 et enfin l'orthographe actuelle Bellicourt au XVIIIe siècle sur la carte de Cassini.

## Histoire

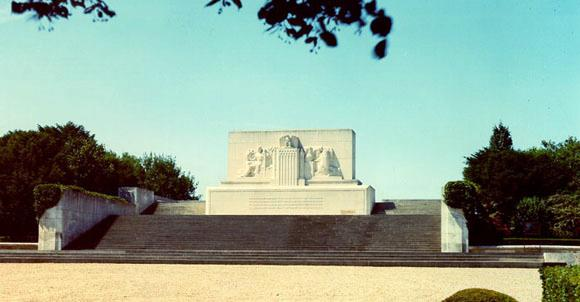
Le monument américain de Bellicourt.

## Démographie
L'évolution du nombre d'habitants est connue à travers les recensements de la population effectués dans la commune depuis 1793. Pour les communes de moins de 10 000 habitants, une enquête de recensement portant sur toute la population est réalisée tous les cinq ans, les populations de référence des années intermédiaires étant quant à elles estimées par interpolation ou extrapolation. Pour la commune, le premier recensement exhaustif entrant dans le cadre du nouveau dispositif a été réalisé en 2006.

En 2022, la commune comptait 561 habitants, en évolution de −7,12 % par rapport à 2016 (Aisne : −1,97 %, France hors Mayotte : +2,11 %).
| 1793 | 1800 | 1806 | 1821 | 1831  | 1836  | 1841  | 1846  | 1851  |
| ---- | ---- | ---- | ---- | ----- | ----- | ----- | ----- | ----- |
| 835  | 790  | 833  | 990  | 1 119 | 1 282 | 1 255 | 1 390 | 1 470 |

| 1856  | 1861  | 1866  | 1872  | 1876  | 1881  | 1886  | 1891  | 1896  |
| ----- | ----- | ----- | ----- | ----- | ----- | ----- | ----- | ----- |
| 1 626 | 1 554 | 1 562 | 1 593 | 1 593 | 1 357 | 1 282 | 1 223 | 1 302 |

| 1901  | 1906  | 1911  | 1921 | 1926 | 1931 | 1936 | 1946 | 1954 |
| ----- | ----- | ----- | ---- | ---- | ---- | ---- | ---- | ---- |
| 1 229 | 1 202 | 1 195 | 680  | 810  | 716  | 635  | 628  | 626  |

| 1962 | 1968 | 1975 | 1982 | 1990 | 1999 | 2006 | 2011 | 2016 |
| ---- | ---- | ---- | ---- | ---- | ---- | ---- | ---- | ---- |
| 609  | 624  | 607  | 640  | 664  | 680  | 643  | 635  | 604  |

| 2021 | 2022 | - | - | - | - | - | - | - |
| ---- | ---- | - | - | - | - | - | - | - |
| 574  | 561  | - | - | - | - | - | - | - |

## Culture locale et patrimoine

### Lieux et monuments

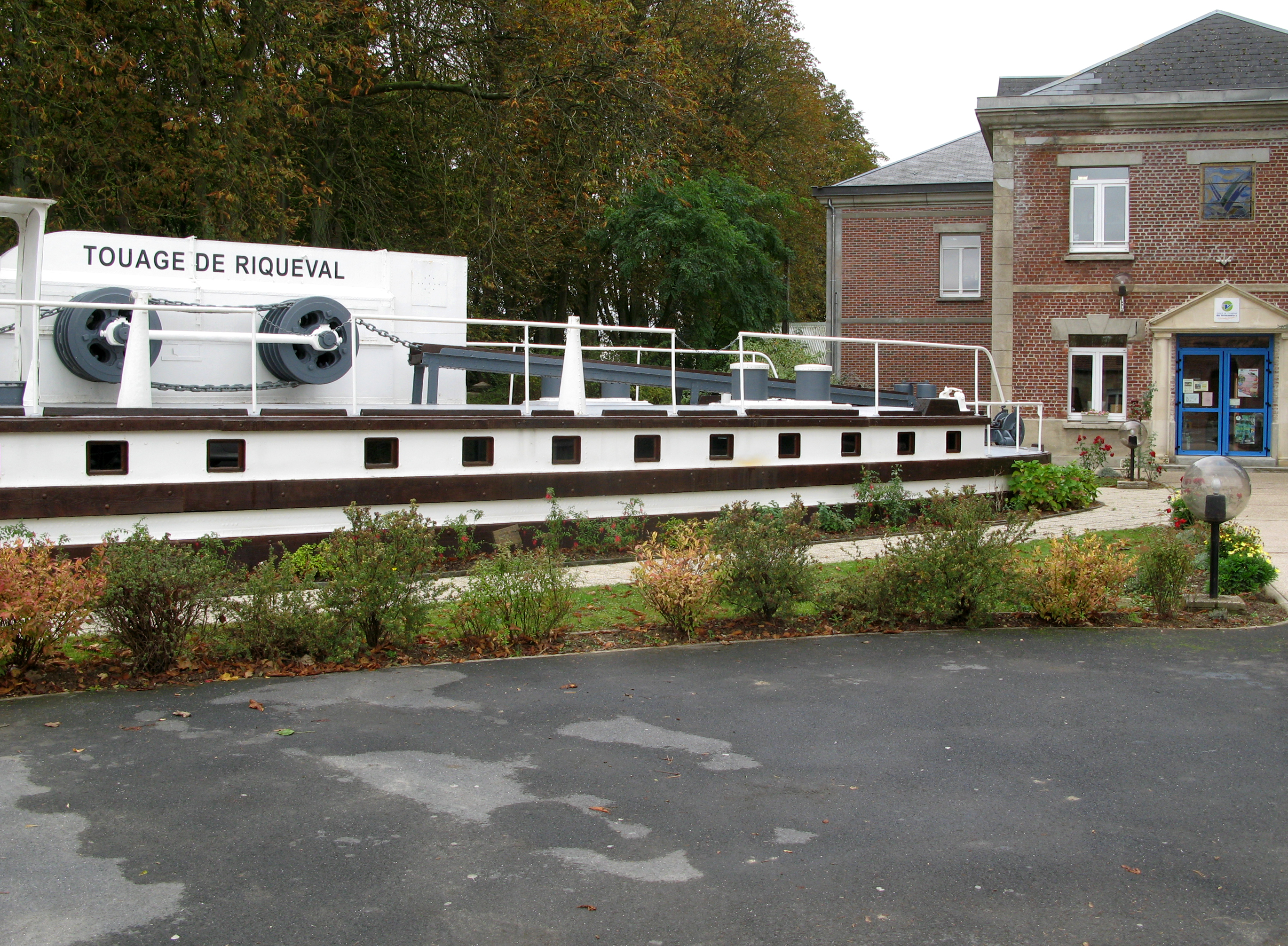
Le toueur abritant le petit Musée du touage a été déposé sur le côté gauche de l'Office de tourisme du Vermandois.

- Église Saint-Pierre-ès-Liens de Bellicourt.

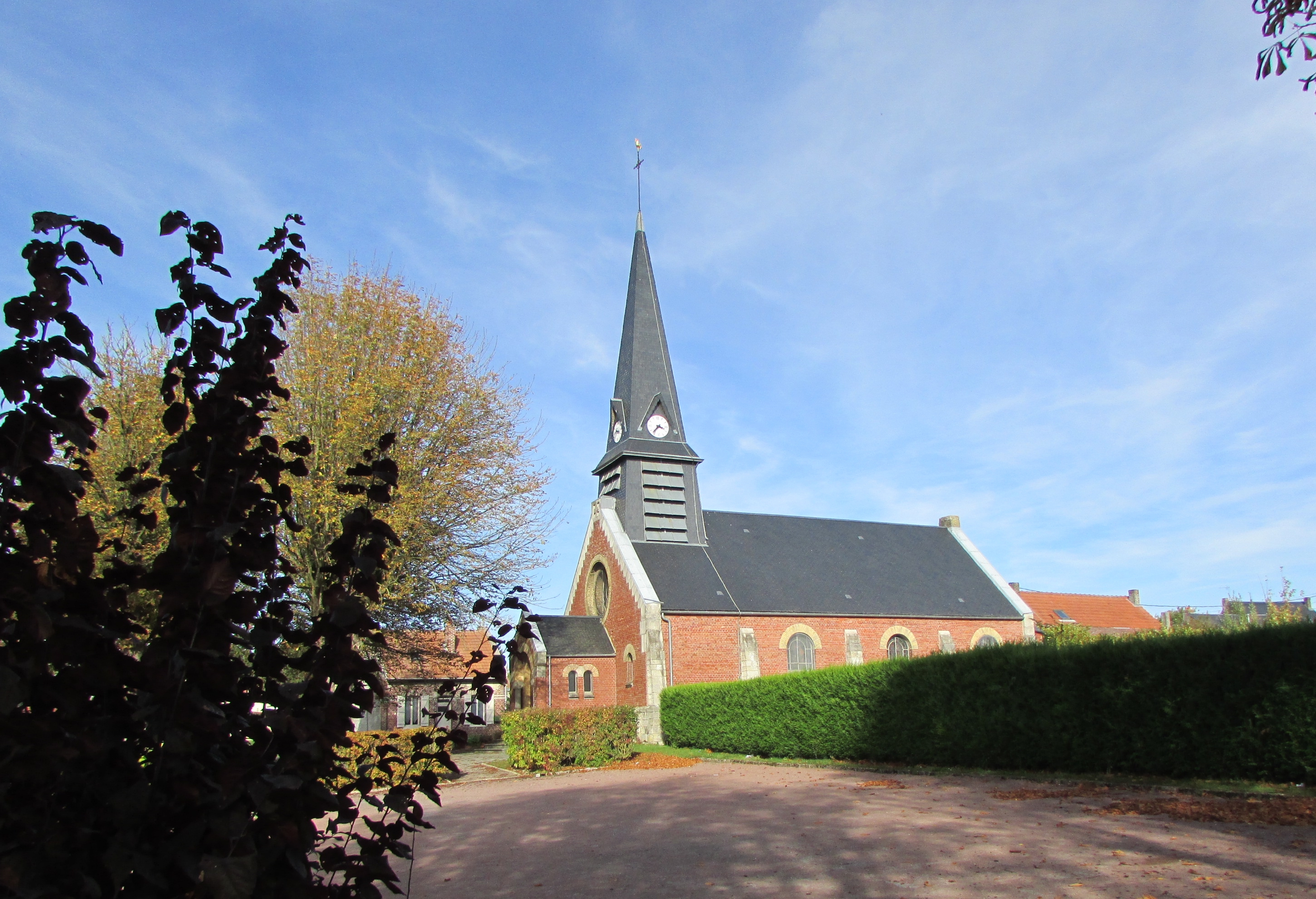
L'église de Bellicourt..

- Musée du touage[24],[25], installé dans l'ancien toueur, visible à l'entrée de l'« Office de tourisme du Vermandois ».

À proximité immédiate, un sentier pédestre descend jusqu'au canal et permet de voir l'entrée du tunnel. Le chemin en pente raide est par contre réservé aux véhicules de service ou autorisés.
- Le monument américain de Bellicourt qui fait partie du cimetière et mémorial américain de la Somme. Ce monument très impressionnant, auquel on accède par un escalier monumental et d'où on domine la campagne environnante, est situé à l'aplomb du canal de Saint-Quentin dans sa partie souterraine, en bordure de la route départementale 1044. Il commémore l'assaut victorieux de quelque 90 000 soldats américains contre la ligne Hindenburg en septembre 1918. Au dos du monument figure une carte des opérations.
- Le cimetière militaire britannique route de Nauroy qui comporte les tombes de 1 205 soldats britanniques et australiens tombés lors de la prise de la ligne Hindenburg en octobre 1918.

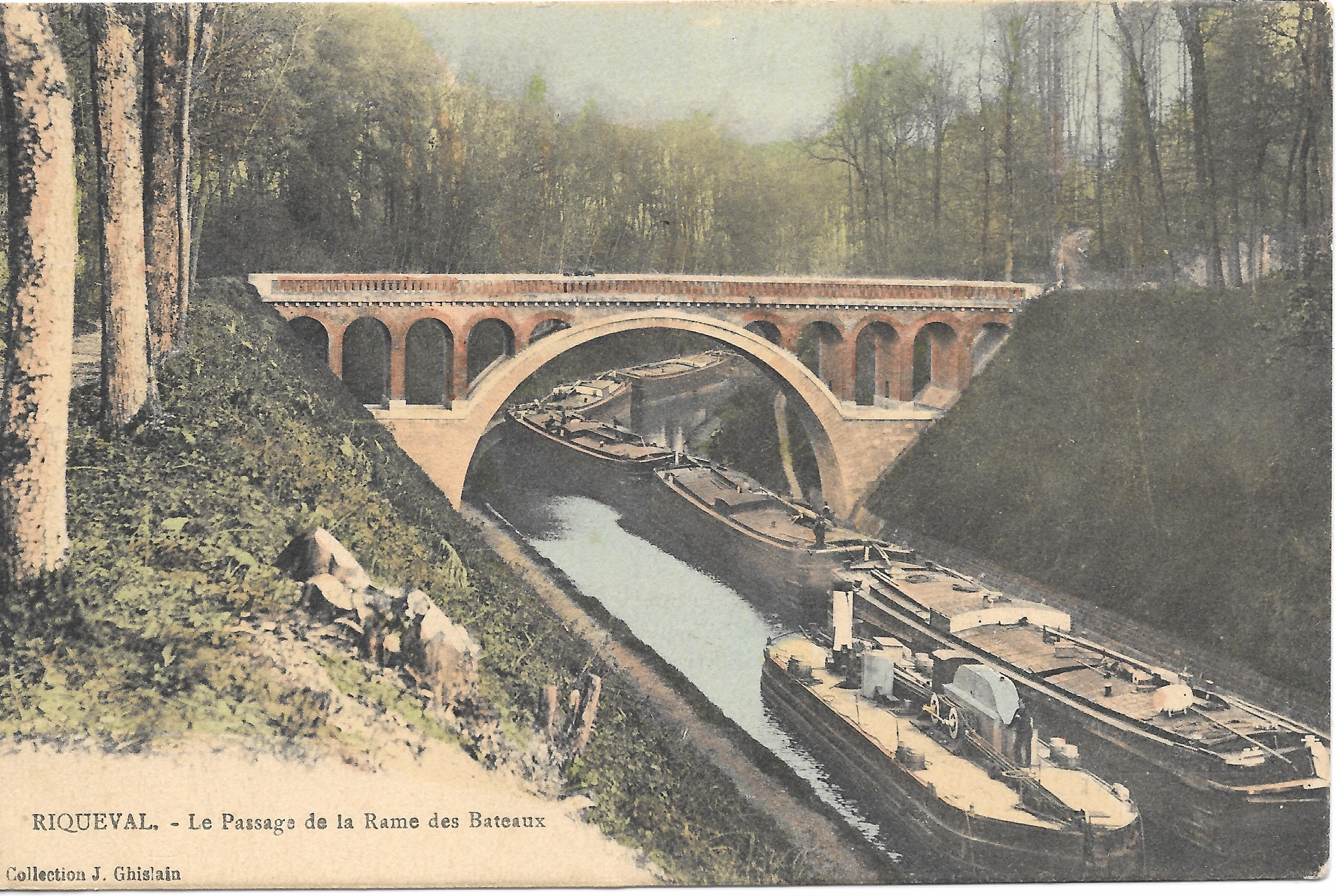
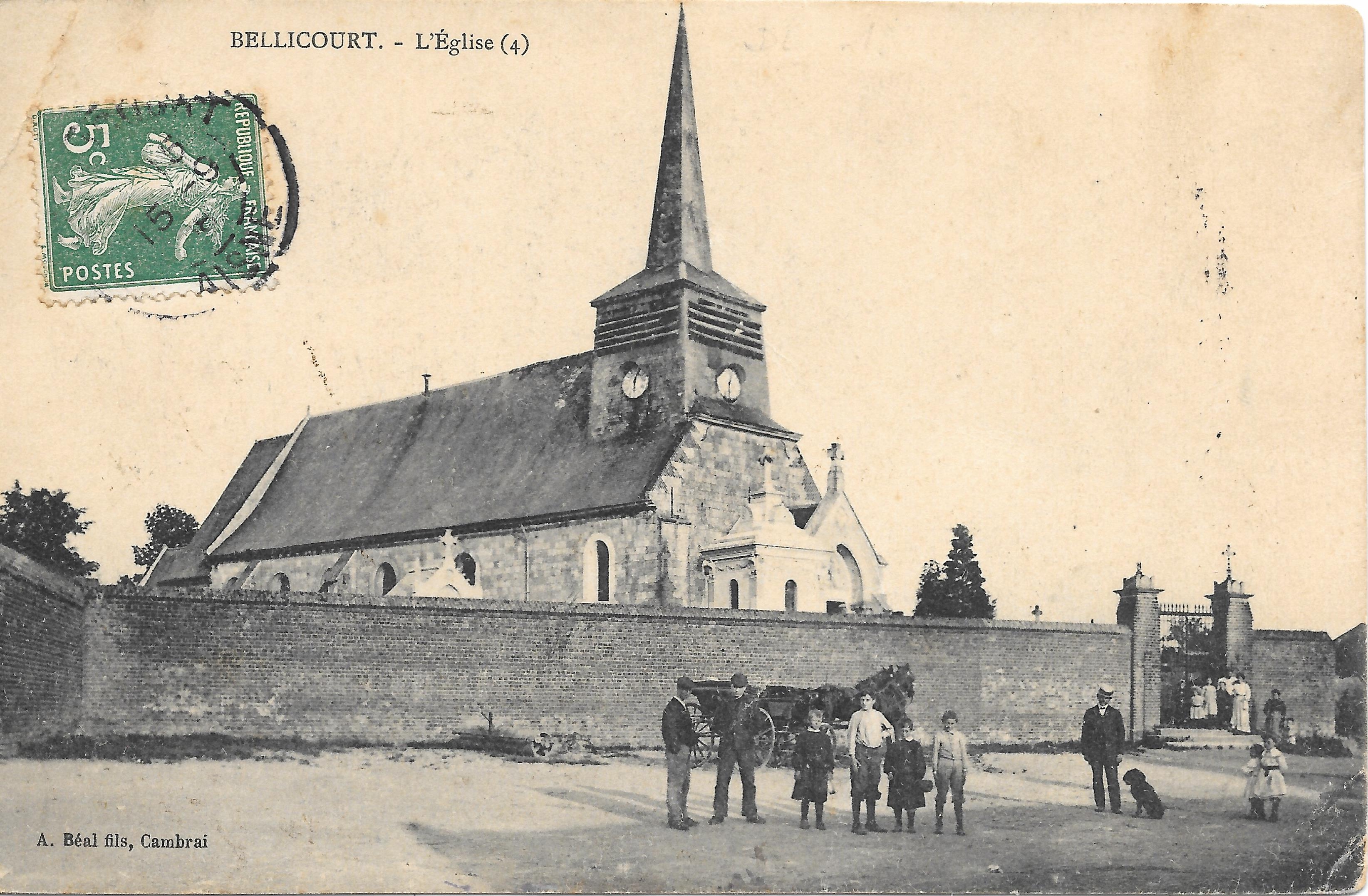
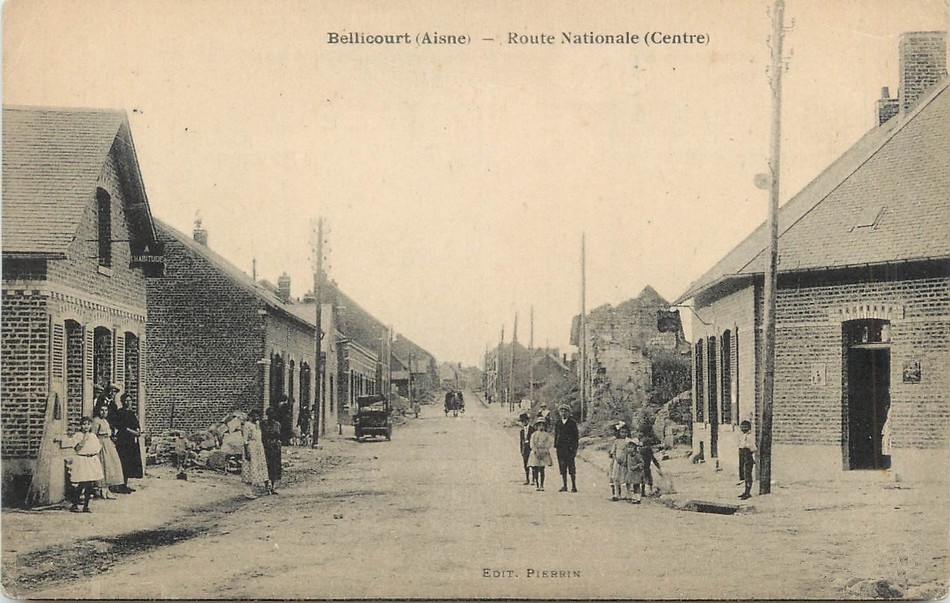

## Pour approfondir